# AVG PC TuneUp
AVG PC TuneUp, anciennement connu sous le nom de TuneUp Utilities, est une suite de logiciels utilitaires pour Microsoft Windows. Elle est produite et développée par TuneUp Software GmbH, dont le siège est à Darmstadt, en Allemagne et cofondée par Tibor Schiemann et Christoph Laumann en 1997. La version américaine du logiciel est distribuée par TuneUp Corporation, une filiale à part entière de TuneUp Software GmbH située à Miami en Floride. En 2011, neuf versions de TuneUp Utilities ont été publiées et le nombre de composants inclus est passé de 16 à 32. Les critiques du logiciel sont généralement positives, bien que certains estiment que son prix ne reflète pas sa juste valeur,.

## Caractéristiques
AVG PC TuneUp est composé d'un ensemble d'outils conçu pour aider à gérer, à maintenir, à optimiser, à configurer et à dépanner un système informatique. La dernière version du logiciel, AVG PC TuneUp, est constituée de plus de 32 outils différents. Ces outils sont accessibles à partir d'une interface centrale, appelée TuneUp Start Center et divisée en catégories, ou à partir du menu démarrer.

### Statuts et recommandations
La catégorie statuts et recommandations est divisée en quatre sous-sections:
- 1-Click Maintenance permet de faire tourner plusieurs routines de maintenance à la fois, en un clic.
- Performance Optimizer fournit des astuces pour améliorer la performance du système, comme la désactivation des effets visuels ou la suppression de Windows des services ou programmes inutilisés.
- Fix Problems permet d'identifier et de corriger d’éventuels problèmes, dans le but d'améliorer la performance.
- Live Optimization vise à améliorer la réactivité de Windows.

### Optimisations systèmes
La section d'optimisations du système comprend TuneUp Program Deactivator qui décharge les programmes de la mémoire et empêche leur future exécution automatique, une alternative à la désinstallation. Les programmes désactivés continuent à consommer de l'espace disque, mais n'affectent plus le temps de démarrage ou d'arrêt de l'ordinateur ainsi que les performances du système. D'autres composants sont inclus dans cette section, tel que l'outil de défragmentation, un nettoyeur de registre et un gestionnaire de démarrage, remplaçant MsConfig.

### Nettoyage du disque
La section de gain d'espace disque est un composant de nettoyage de disque qui remplace l'outil de nettoyage de disque de Windows. Il donne également accès à TuneUp Disk Space Explorer (un analyseur d'espace disque) et TuneUp Shredder (un outil d'effacement de données).

### Outils de dépannage
La section outils de dépannage donne accès à TuneUp Repair Wizard qui permet aux utilisateurs de sélectionner et de réparer des problèmes que TuneUp Utilities ne pourrait pas détecter automatiquement. Par exemple, les icônes corrompues, la disparition totale de Poste de travail ou de la Corbeille du Bureau.
Cette catégorie comprend également l'outil TuneUp Disk Doctor. Il peut vérifier l'intégrité des fichiers stockés sur les disques durs et récupérer les fichiers endommagés. Il peut également trouver les défauts physiques (i.e. les secteurs défectueux du disque) et les isoler. TuneUp Disk Doctor est un remplacement graphique du check disk de Windows : CHKDSK. D'autres fonctionnalités incluent un gestionnaire de tâches, un outil d'information système et un outil de récupération de données.

### Personnalisation de Windows
La dernière section donne accès à TuneUp Styler et TuneUp System Control. TuneUp System Control est un programme qui permet d'accéder à certains paramètres obscurs ou plus difficiles d'accès de Microsoft Windows, comme Tweak UI par exemple. TuneUp Styler permet la personnalisation de l'interface utilisateur Windows en changeant l'apparence du bureau, des icônes, l'ouverture et fermeture de session ainsi que l'écran de démarrage.

## Les modes de fonctionnement

### Mode Turbo
Le Mode Turbo, accessible en bas du Start Center, donne au système un gain de performances en désactivant temporairement quelques services Windows et d'autres fonctionnalités choisis par l'utilisateur, tel que Windows Aero, des thèmes ou encore des effets visuels.

### Mode économie d'énergie
Le mode économie d'énergie, accessible en bas du Start Center, permet au système d'économiser la batterie en limitant les programmes de fond et en réduisant la puissance CPU.

## Développement
| Système d'exploitation         | Première version | Dernière version |       |
| ------------------------------ | ---------------- | ---------------- | ----- |
| Windows 95                     | 97               | 2003             | [ 3 ] |
| Windows 98                     | 97               | 2007             | [ 4 ] |
| Windows Me                     | 2003             | 2007             | [ 4 ] |
| Windows 2000                   | 2003             | 2008             | [ 5 ] |
| Windows XP avec Service Pack 1 | 2003             | 2008             | [ 5 ] |
| Windows XP avec Service Pack 2 | 2009             | 2012             | [ 6 ] |
| Microsoft Windows XP 64        | 2006             | 2012             | [ 6 ] |
| Windows Vista                  | 2007             | 2012             | [ 6 ] |
| Windows 7                      | 2010             | 2012             | [ 6 ] |
| Windows 8                      | 2012             | 2013             | [ 7 ] |

La première version TuneUp 97 est sortie en 1997. Depuis huit versions  sont sorties.
TuneUp 2003C'est la première version disponible en anglais et français. Cette version est composée de 16 outils accessibles depuis le menu démarrer de Windows. Elle compte des outils pour le nettoyage et défragmentation de disque et la base de registre, l'optimisation du système et la connexion Internet et permet aussi de changer le look and feel de Windows. Elle fonctionne sur les systèmes : Windows 95, Windows 98, Windows 2000, Me et Windows XP.
TuneUp Utilities 2004Elle introduit TuneUp 1-Click Maintenance and TuneUp WinStyler.
TuneUp Utilities 2006Cette version supporte le navigateur Mozilla Firefox
TuneUp Utilities 2007Elle inclut deux nouveaux outils TuneUp Disk Doctor et TuneUp Disk Space Explorer. Cette version marche aussi bien sur Windows Vista.
TuneUp Utilities 2008Elle ajoute deux autres outils : TuneUp Drive Defrag (pour la défragmentation) et TuneUp Repair Wizard.
TuneUp Utilities 2009
TuneUp Utilities 2010Il s'agit de la première version compatible avec Windows 7. Un nouveau Mode Turbo permet de désactiver plusieurs fonctionnalités en un seul clic, comme Windows Aero, Windows Search, Windows Error Reporting, la synchronisation avec les périphériques mobiles, et les services peu utilisés. Cette version comprend également un utilitaire d'optimisation en temps réel,.
TuneUp Utilities 2011TuneUp Utilities 2011 comprend le programme TuneUp Program Deactivator. Cet outil permet à l'usager de désactiver les programmes qui imposent une charge importante du système sans pour autant les supprimer. De plus, tous les utilisateurs ont la possibilité d'évaluer l'utilité d'un programme sur une échelle allant de 1 à 5 étoiles.
TuneUp Utilities 2012Principale nouveauté, le Mode économie d'énergie aide à économiser la batterie des ordinateurs portables.
TuneUp Utilities 2013Cette version inclut l'outil TuneUp Disk Cleaner 2013 pour le nettoyage des fichiers obsolètes de Windows et de 150 programmes et le processus TuneUp Browser Cleaner 2013 pour effacer les traces de navigation. L'outil optimisation en temps réel a été amélioré tout comme les outils Registry Cleaner et TuneUp Shortcut Cleaner. Il s'agit de la première version compatible avec Windows 8.